# César de melhor filme de animação

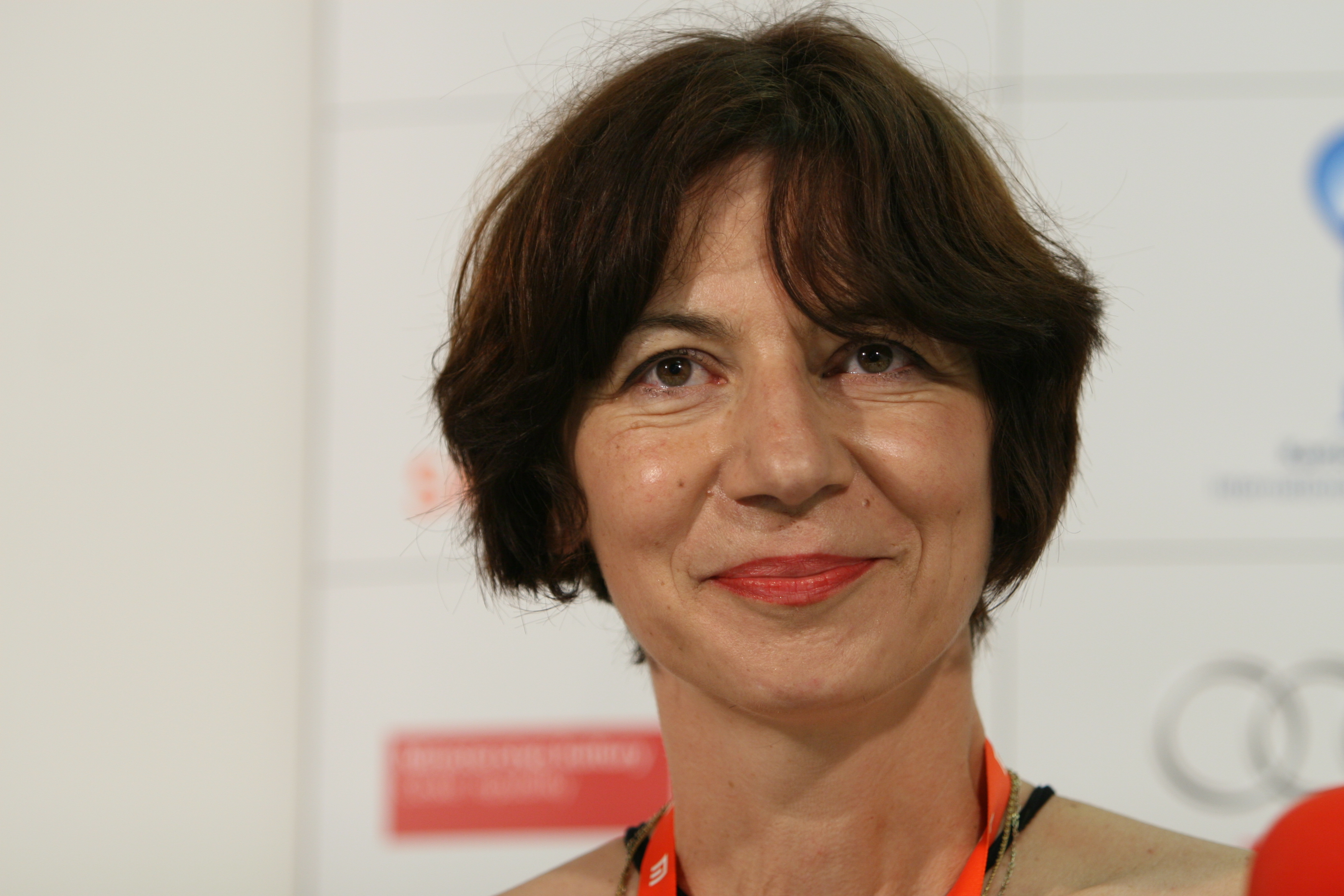
A cineasta tcheca Michaela Pavlátová no Festival Internacional de Cinema de Karlovy Vary de 2008

O César de melhor filme de animação (em francês: César du meilleur film d'animation) é um prémio cinematográfico atribuído pela primeira vez em 2011, na 36ª Cerimónia dos Césares.

## Premiações
A cor de fundo       indica os vencedores.
| Ano                                                     | Filme                                     | Título no Brasil                  | Título em Portugal                            | Realizador/Diretor               |
| ------------------------------------------------------- | ----------------------------------------- | --------------------------------- | --------------------------------------------- | -------------------------------- |
| 2011                                                    |                                           |                                   |                                               |                                  |
| L'Illusionniste                                         | O Mágico                                  | O Mágico                          | Sylvain Chomet                                |                                  |
| Arthur 3: La Guerre des deux mondes                     | Arthur: A Guerra dos Dois Mundos          | Artur 3: A Guerra dos Dois Mundos | Luc Besson                                    |                                  |
| L'Homme à la Gordini                                    | O Homem do Gordini Azul                   |                                   | Jean-Christophe Lie                           |                                  |
| Logorama                                                | Logorama - A Cidade dos Logos             | Logorama                          | H5                                            |                                  |
| Une vie de chat                                         | Um Gato em Paris                          |                                   | Jean-Loup de Felicioli                        |                                  |
| 2012                                                    |                                           |                                   |                                               |                                  |
| Le Chat du rabbin                                       | O Gato do Rabino                          | O Gato do Rabino                  | Antoine Delesvaux Joann Sfar                  |                                  |
| Le Cirque                                               |                                           | O Circo                           | Nicolas Brault                                |                                  |
| La Queue de la souris                                   |                                           |                                   | Benjamin Renner                               |                                  |
| Un monstre à Paris                                      | Um Monstro em Paris                       | Um Monstro em Paris               | Bibo Bergeron                                 |                                  |
| Le Tableau                                              |                                           | O Quadro                          | Jean-François Laguionie                       |                                  |
| 2013                                                    |                                           |                                   |                                               |                                  |
| Ernest & Célestine                                      | Ernest & Celestine                        | Ernest & Celestine                | Benjamin Renner Vincent Patar Stéphane Aubier |                                  |
| Edmond était un âne                                     |                                           |                                   | Franck Dion                                   |                                  |
| Kirikou et les hommes et les femmes                     |                                           |                                   | Michel Ocelot                                 |                                  |
| Oh Willy                                                |                                           |                                   | Emma de Swaef Marc Roels                      |                                  |
| Zarafa                                                  |                                           | Zarafa                            | Rémi Bezançon Jean-Christophe Lie             |                                  |
| 2014                                                    |                                           |                                   |                                               |                                  |
| Loulou, l'incroyable secret                             |                                           |                                   | Éric Omond                                    |                                  |
| Aya de Yopougon                                         |                                           |                                   | Marguerite Abouet Clément Oubrerie            |                                  |
| Ma maman est en Amérique, elle a rencontré Buffalo Bill |                                           |                                   | Marc Boréal Thibaut Chatel                    |                                  |
| 2015                                                    | Minuscule - La vallée des fourmis perdues |                                   |                                               | Thomas Szabo e Hélène Giraud     |
| 2015                                                    | Les Petits Cailloux (curta)               |                                   |                                               | Chloé Mazlo                      |
| 2015                                                    | Le Chant de la mer                        |                                   |                                               | Tomm Moore                       |
| 2015                                                    | Jack et la Mécanique du cœur              |                                   |                                               | Mathias Malzieu e Stéphane Berla |
| 2015                                                    | Bang Bang! (curta)                        |                                   |                                               | Julien Bisaro                    |
| 2015                                                    | La Bûche de Noël (curta)                  |                                   |                                               | Vincent Patar e Stéphane Aubier  |
| 2015                                                    | La Petite Casserole d'Anatole (curta)     |                                   |                                               | Eric Montchaud                   |
| 2016                                                    |                                           |                                   |                                               |                                  |
| Le Petit Prince                                         | O Pequeno Príncipe                        | O Principezinho                   | Mark Osborne                                  |                                  |
| Adama                                                   |                                           |                                   | Simon Rouby                                   |                                  |
| Avril et le Monde truqué                                | Abril e o Mundo Extraordinário            | Abril e o Mundo Extraordinário    | Franck Ekinci e Christian Desmares            |                                  |
| 2017                                                    |                                           |                                   |                                               |                                  |
| Ma vie de Courgette                                     | Minha Vida de Abobrinha                   | A Minha Vida de Courgette         | Claude Barras                                 |                                  |
| La Jeune Fille sans mains                               | A Menina sem Mãos                         |                                   | Sébastien Laudenbach                          |                                  |
| La Tortue rouge                                         | A Tartaruga Vermelha                      | La Tortue rouge                   | Michael Dudok de Wit                          |                                  |
| 2018                                                    |                                           |                                   |                                               |                                  |
| Le Grand Méchant Renard et autres contes...             | A Raposa Má                               | Raposa Manhosa e Outras Histórias | Benjamin Renner e Patrick Imbert              |                                  |
| Sahara                                                  | Saara                                     |                                   | Pierre Coré                                   |                                  |
| Zombillénium                                            | Zumbilênio - O Parque dos Monstros        |                                   | Arthur de Pins e Alexis Ducord                |                                  |